# 朗戈朗
朗戈朗（法語：Langolen，法語發音：[lɑ̃ɡɔlɛ̃]）是法国菲尼斯泰尔省的一个市镇，属于坎佩尔区。

## 地理
朗戈朗（48°4'1"N, 3°54'46"W）面积16.92 平方千米，位于法国布列塔尼大區菲尼斯泰尔省，该省份为法国最西部的省份，位于布列塔尼半岛西部，北西南三面环大西洋，东临阿摩尔滨海省和莫尔比昂省。
与朗戈朗接壤的市镇（或旧市镇、城区）包括：埃代恩、布列克、科赖、埃利扬、朗迪达勒、特雷古雷。

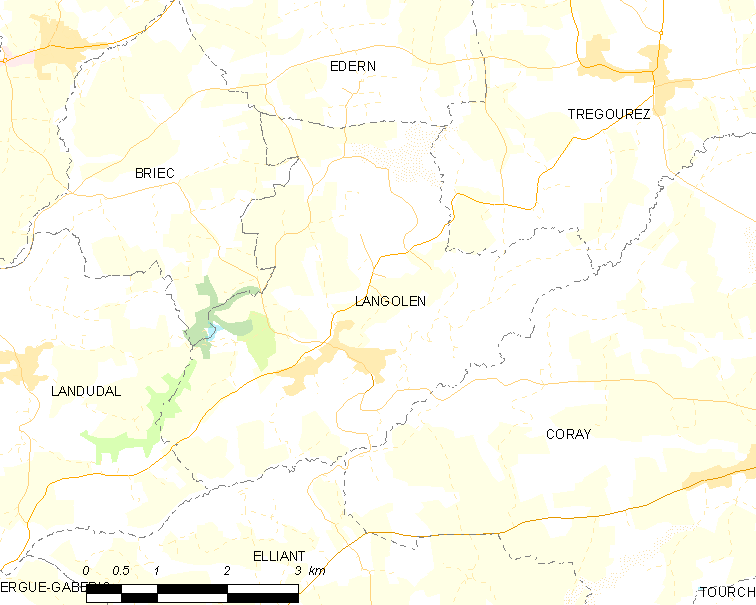
朗戈朗的OSM定位图

朗戈朗的时区为UTC+01:00、UTC+02:00（夏令时）。

## 行政
朗戈朗的邮政编码为29510，INSEE市镇编码为29110。

## 政治
朗戈朗所属的省级选区为布列克县。

## 人口

1962-2008年间朗戈朗人口变化图示

朗戈朗于2022年1月1日时的人口数量为839人。